# Kriegerdenkmal am Bahnsdorfer Berg

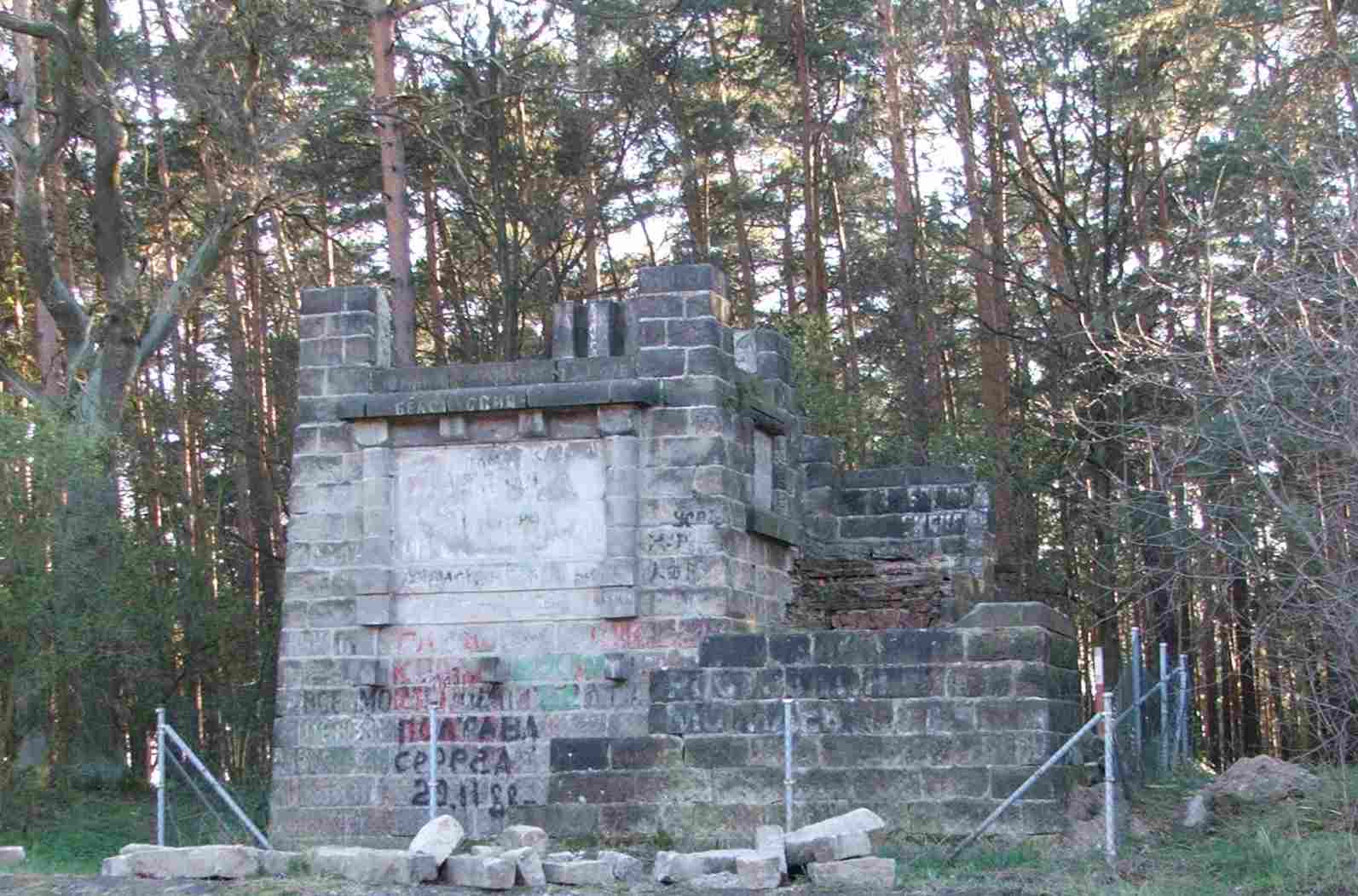
Das Kriegerdenkmal auf dem Bahnsdorfer Berg im Jahr 2007

Das Kriegerdenkmal am Bahnsdorfer Berg befindet sich an der heutigen Bundesstraße 101 etwas nördlich der südbrandenburgischen Orte Wiederau und Bahnsdorf.
Am 6. September 1908 wurde das mit einem höhlenartigen Innenraum gestaltete und mit Inschriften versehene wuchtige Denkmal, unter großer Anteilnahme der bäuerlichen Bevölkerung der Gemeinden feierlich eingeweiht. Die Mitglieder vom Kriegerverein Wiederau-Bahnsdorf-Neudeck, in welchem sich die Teilnehmer der Einigungskriege von 1864, 1866 und 1870/71 aus den drei Dörfern zusammengeschlossen hatten, sammelten das hierfür benötigte Geld, um an die Gefallenen zu gedenken. Maßgeblichen Anteil hatte hier der damalige Gutsherr von Neudeck Major Lettre. Die Inschrift der Nordseite nannte die Gefallenen aus Wiederau und Bahnsdorf. Das Denkmal unterscheidet sich vor allem durch seine außergewöhnliche Konstruktion als Aussichtspunkt an der heutigen Bundesstraße 101 von der Mehrzahl in der damaligen Zeit errichteten Gedenkstätten. Der 107 Meter hohe Bahnsdorfer Berg war damals nur ungefähr einen Meter hoch bewachsen, so dass man von hier aus bis zum Schloss Hartenfels bei Torgau, zur Herzberger Stadtkirche oder zu den Brikettfabriken in Domsdorf und Wildgrube sehen konnte.
Im Jahre 1993 wurde das alte Kriegerdenkmal unter Schutz gestellt und befindet sich in der Denkmalliste des Landes Brandenburg. Im Juni 2001 wurde das Grundstück des Denkmals vermessen und das Denkmal erhielt sein eigenes Flurstück. Kurz darauf wurde es dem Bundesvermögensamt überschrieben. Vorher befand es sich im Besitz des Brandenburgischen Straßenbauamtes Cottbus. Ende 2006 und Anfang 2007 wurde das gesamte Denkmal, welches inzwischen stark einsturzgefährdet ist, von einem Cottbuser Architekturbüro vermessen und untersucht, um Zeichnungen für seine Wiederherstellung zu erstellen.